# Ixeure
Die Ixeure ist ein Fluss in Frankreich, der im Département Nièvre in der Region Bourgogne-Franche-Comté verläuft. Sie entspringt beim Weiler Lichy, im Gemeindegebiet von Bona, entwässert generell in südwestlicher Richtung und mündet nach rund 27 Kilometern im Ortsgebiet von Imphy als rechter Nebenfluss in die Loire. Ein weiterer Mündungsarm führt in ein Industriegebiet, wo er in den Untergrund abgeleitet wird und etwa 800 Meter weiter stromabwärts als Kanal die Loire erreicht.

## Orte am Fluss
- Bona
- Les Sept Voies, Gemeinde Saint-Firmin
- Saint-Benin-d’Azy
- La Fermeté
- Imphy